# チェルシー・ハンドラー
チェルシー・ハンドラー（Chelsea Handler、1975年2月25日 - ）は、アメリカ合衆国の女性コメディアン、女優。“ゲイ・ライツ(Gay rights)”活動家。2012年、タイム誌の「世界で最も影響力がある100人(100 Most Influential People)」に選ばれた。E!(エンターテイメント・テレビジョン)で自身がホストを務めるトークショー番組「Chelsea Lately」(2007～2014年)で高い評価を受け、2016年にはネットフリックス(Netflix)に番組をもつ。

## メディア
ハンドラーはOxygenのリアリティ・コメディ「Girls Behaving Badly」のメインキャストであった。

## 出演作品
- イースターラビットのキャンディ工場
- そんなガキなら捨てちゃえば?
- Black & White/ブラック & ホワイト
- プロム・デート Prom Dates (2024)